# 3583 Burdett
3583 Burdett је астероид главног астероидног појаса чија средња удаљеност од Сунца износи 2,433 астрономских јединица (АЈ).
Апсолутна магнитуда астероида је 13,3.